# Pidlîssea, Zolociv
Pidlîssea (în ucraineană Підлисся) este un sat în comuna Bilîi Kamin din raionul Zolociv, regiunea Liov, Ucraina.

## Demografie
Componența lingvistică a localității Pidlîssea
     Ucraineană (100%)
Conform recensământului din 2001, toată populația localității Pidlîssea era vorbitoare de ucraineană (100%).